# Kundby Sogn
Kundby Sogn er et sogn i Holbæk Provsti (Roskilde Stift).
I 1800-tallet var Kundby Sogn et selvstændigt pastorat. Det hørte til Tuse Herred i Holbæk Amt. Kundby sognekommune blev ved kommunalreformen i 1970 indlemmet i Svinninge Kommune, der ved strukturreformen i 2007 indgik i Holbæk Kommune.
I Kundby Sogn ligger Kundby Kirke.
I sognet findes følgende autoriserede stednavne:
- Bybækgård (bebyggelse)
- Drusebjerg (bebyggelse)
- Katrinedal (bebyggelse)
- Kolonihuse (bebyggelse)
- Kundby (bebyggelse, ejerlav)
- Kundby Mose (bebyggelse)
- Kundby Præstemark (bebyggelse)
- Lodskov (areal, bebyggelse)
- Lødemose (bebyggelse)
- Maglebjerg (bebyggelse)
- Marke (bebyggelse, ejerlav)
- Marke Skovhuse (bebyggelse)
- Rørte Huse (bebyggelse)
- Sandby (bebyggelse, ejerlav)
- Sandby Lundemark (bebyggelse)
- Torslunde (bebyggelse, ejerlav)
- Trønninge (bebyggelse, ejerlav)
- Trønninge Enghuse (bebyggelse)
- Vognserup (bebyggelse, ejerlav, landbrugsejendom)
- Æblemade (bebyggelse)